# Schelldorf (Kempten)
Schelldorf ist ein im Kemptener Stadtteil Sankt Mang aufgegangener Ortsteil, der früher ein Dorf war.

## Frühere Gliederung
Zu Schelldorf gehörten folgende Ortsteile
- Falchen (1507 als Einzelhof erwähnt)
- Grünschlößle
- Höhle (1451 als Gut erwähnt), gegenwärtig Hehle
- Ziegelstadel
- Miesenbach (teilweise zu Durach, zu Sankt Mang gehörte nur ein Einzelhof mit Ziegeleibetrieb)
- Oberwies (auch Rothschelldorf genannt)
- Rotschlößle

Auch Neuschelldorf wird häufig dazu gezählt.

## Geschichte
1394 wurde erstmals ein Gut zu „Schelchdorff“ erwähnt. 1601 besaß die Reichsstadt Kempten das Steuerrecht und die Niedergerichtsbarkeit über Schelldorf.
Um 1648 wurde eine Kapelle errichtet und dem heiligen Antonius von Padua geweiht. Am 10. Mai 1800 hatte die österreichische Armee ein Lager mit 1000 Mann bei Schelldorf eingerichtet, sie zogen sich am 14. Mai 1800 vor den Franzosen in Richtung Nesselwang zurück.
Im Jahr 1819, ein Jahr nach der Bildung der Ruralgemeinde Sankt Mang, bestand Schelldorf aus 9 Anwesen mit 38 Bewohnern, die zur Hauptmannschaft Lenzfried gehörten. Um 1870 gab es in Schelldorf einen Steinbruch. Etwa um 1875 wurde die Antoniuskapelle erneuert. Ein Schulhaus wurde 1899 errichtet. Ein Jahr darauf lebten in den 11 Anwesen Schelldorfs 155 Einwohner.
1920 wurde das Verwaltungsgebäude vom Gemeinderat bezogen, der vorher in Neudorf tagte. 1924 wurde die Straßenbeleuchtung eingeführt und ein Jahr darauf der Parkfriedhof eingeweiht. Ein Kanal mit Kläranlage wurde 1934 eingerichtet.
Im Jahr 1954 lebten in Schelldorf 2759 Einwohner. Die Gemeindeteilnamen Schelldorf, Neudorf, Kottern und Drahtzug (gehörte bereits zu Kottern) wurden per Gemeindeordnung durch die Regierung von Schwaben mit Entschließung vom 29. September 1962 aufgehoben. Die Vereinigung der vier Siedlungsbestandteile des neuen Sankt Mang, dessen Name nun nicht mehr als St. Mang abgekürzt werden durfte, folgte mit der gleichen Entschließung. Zehn Jahre später wurde diese Gemeinde in Kempten eingemeindet.

## Gebäude
In Schelldorf steht das sogenannte Rotschlößle, das als Stadtteilbibliothek dient. Des Weiteren befand sich In Grünschlößle, einem Ortsteil Schelldorfs, befand sich das gleichnamige Grünschlößle, das 1851 bei einem Brand zerstört wurde. Die Antoniuskapelle mit einem hölzernen Altar aus der Zeit um 1680/90 gibt es nicht mehr. Sie war nach ihrer letzten Instandsetzung 1905 bereits im Jahr 1959 in schlechtem Zustand.